# Montrol-Sénard
Montrol-Sénard is een gemeente in het Franse departement Haute-Vienne (regio Nouvelle-Aquitaine) en telt 240 inwoners (2005). De plaats maakt deel uit van het arrondissement Bellac.

## Geografie
De oppervlakte van Montrol-Sénard bedraagt 26,4 km², de bevolkingsdichtheid is 9,1 inwoners per km².
De onderstaande kaart toont de ligging van Montrol-Sénard met de belangrijkste infrastructuur en aangrenzende gemeenten.

## Demografie
Onderstaande figuur toont het verloop van het inwonertal (bron: INSEE-tellingen).